# U.S. International Classic 2013
U.S. International Classic 2013 – międzynarodowe zawody łyżwiarstwa figurowego w sezonie 2013/2014. Zawody rozgrywano od 12 do 14 września 2013 roku w hali Salt Lake City Sports Complex w Salt Lake City.
Wśród solistów triumfował Amerykanin Max Aaron, natomiast w rywalizacji solistek jego rodaczka Courtney Hicks. W parach sportowych wygrali Kanadyjczycy Kirsten Moore-Towers i Dylan Moscovitch. Tytuł w rywalizacji par tanecznych wywalczyli Amerykanie Meryl Davis i Charlie White.

## Wyniki

### Soliści
| Poz. | Zawodnik                   | Nota łączna | SP    | SP  | FS     | FS  |
| ---- | -------------------------- | ----------- | ----- | --- | ------ | --- |
| 1    | Max Aaron                  | 239,21      | 81,49 | 1   | 157,72 | 1   |
| 2    | Stephen Carriere           | 225,54      | 77,48 | 2   | 148,06 | 2   |
| 3    | Joshua Farris              | 206,56      | 71,85 | 3   | 134,71 | 3   |
| 4    | Grant Hochstein            | 191,91      | 63,29 | 4   | 128,62 | 4   |
| 5    | Christopher Caluza         | 185,33      | 61,79 | 6   | 123,54 | 5   |
| 6    | Michael Christian Martinez | 183,04      | 59,65 | 7   | 123,39 | 6   |
| 7    | Andrei Rogozine            | 168,92      | 58,39 | 8   | 110,53 | 7   |
| 8    | Stanislav Samohin          | 163,71      | 56,84 | 9   | 106,87 | 8   |
| 9    | Alexei Bychenko            | 162,71      | 62,19 | 5   | 100,52 | 9   |
| 10   | Charles Pao                | 95,18       | 34,62 | 10  | 60,56  | 10  |
| WD   | Misha Ge                   | DNF         | DNF   | DNF | DNF    | DNF |

### Solistki
| Poz. | Zawodniczka             | Nota łączna | SP    | SP  | FS     | FS  |
| ---- | ----------------------- | ----------- | ----- | --- | ------ | --- |
| 1    | Courtney Hicks          | 171,88      | 54,80 | 3   | 117,08 | 1   |
| 2    | Gracie Gold             | 164,68      | 58,49 | 1   | 106,19 | 3   |
| 3    | Samantha Cesario        | 157,29      | 47,91 | 5   | 109,38 | 2   |
| 4    | Agnes Zawadzki          | 151,27      | 56,27 | 2   | 95,00  | 5   |
| 5    | Amelie Lacoste          | 147,88      | 50,94 | 4   | 96,94  | 4   |
| 6    | Sandy Hoffmann          | 124,18      | 44,31 | 6   | 79,87  | 6   |
| 7    | Melanie Yuung-Hui Chang | 109,74      | 41,62 | 7   | 68,12  | 7   |
| 8    | Crystal Kiang           | 100,57      | 33,73 | 8   | 66,84  | 8   |
| 9    | Dimitra Kori            | 91,62       | 31,36 | 11  | 60,26  | 9   |
| 10   | Chelsea Chiappa         | 90,14       | 32,77 | 9   | 57,37  | 12  |
| 11   | Georgia Glastris        | 89,58       | 31,55 | 10  | 58,03  | 11  |
| 12   | Clara Peters            | 88,33       | 29,86 | 13  | 58,47  | 10  |
| 13   | Brittany Lau            | 83,44       | 27,79 | 14  | 55,65  | 13  |
| WD   | Danielle Montalbano     | DNF         | DNF   | DNF | DNF    | DNF |

### Pary sportowe
| Poz. | Zawodnicy                               | Nota łączna | SP    | SP | FS     | FS |
| ---- | --------------------------------------- | ----------- | ----- | -- | ------ | -- |
| 1    | Kirsten Moore-Towers / Dylan Moscovitch | 201,30      | 68,52 | 1  | 132,78 | 1  |
| 2    | Caydee Denney / John Coughlin           | 188,47      | 61,66 | 3  | 126,81 | 2  |
| 3    | Tarah Kayne / Daniel O’Shea             | 167,27      | 60,31 | 4  | 106,96 | 3  |
| 4    | Marissa Castelli / Simon Shnapir        | 165,91      | 62,26 | 2  | 103,65 | 4  |
| 5    | Paige Lawrence / Rudi Swiegers          | 155,00      | 59,30 | 5  | 95,70  | 5  |
| 6    | Andrea Davidovich / Evgeni Krasnapolsky | 133,07      | 43,70 | 7  | 89,37  | 6  |
| 7    | Felicia Zhang / Nathan Bartholomay      | 130,20      | 50,23 | 6  | 79,97  | 7  |

### Pary taneczne
| Poz. | Zawodnicy                                    | Nota łączna | SD    | SD | FD     | FD |
| ---- | -------------------------------------------- | ----------- | ----- | -- | ------ | -- |
| 1    | Meryl Davis / Charlie White                  | 183,69      | 73,67 | 1  | 110,02 | 1  |
| 2    | Kaitlyn Weaver / Andrew Poje                 | 161,99      | 62,61 | 2  | 99,38  | 2  |
| 3    | Nicole Orford / Thomas Williams              | 137,60      | 54,64 | 3  | 82,96  | 3  |
| 4    | Lynn Kriengkrairut / Logan Giulietti-Schmitt | 134,48      | 53,03 | 6  | 81,45  | 4  |
| 5    | Penny Coomes / Nicholas Buckland             | 133,41      | 53,97 | 4  | 79,44  | 5  |
| 6    | Julija Złobina / Aleksiej Sitnikow           | 132,34      | 53,75 | 5  | 78,59  | 6  |
| 7    | Isabella Tobias / Stagniunas Deividas        | 121,08      | 48,17 | 7  | 72,91  | 7  |
| 8    | Anastasia Cannuscio / Colin McManus          | 119,34      | 48,07 | 8  | 71,27  | 8  |
| 9    | Justyna Plutowska / Peter Gerber             | 114,48      | 46,15 | 9  | 68,33  | 9  |
| 10   | Allison Reed / Vasili Rogov                  | 113,49      | 45,23 | 10 | 68,26  | 10 |
| 11   | Angielina Tielegina / Otar Dżaparidze        | 109,70      | 42,15 | 11 | 67,55  | 11 |
| 12   | Federica Bernardi / Christopher Mior         | 106,13      | 41,15 | 12 | 64,98  | 12 |
| 13   | Alissandra Aronow / Collin Brubaker          | 100,31      | 38,01 | 13 | 62,30  | 13 |
| 14   | Pilar Maekawa / Leonardo Maekawa             | 92,26       | 35,58 | 14 | 56,68  | 14 |